# Johann Dieterich Cordes
Johann Dieterich Cordes (* 16. Oktober 1730 in Hamburg; † 31. März 1813 ebenda) war ein Hamburger Kaufmann und Ratsherr.

## Leben

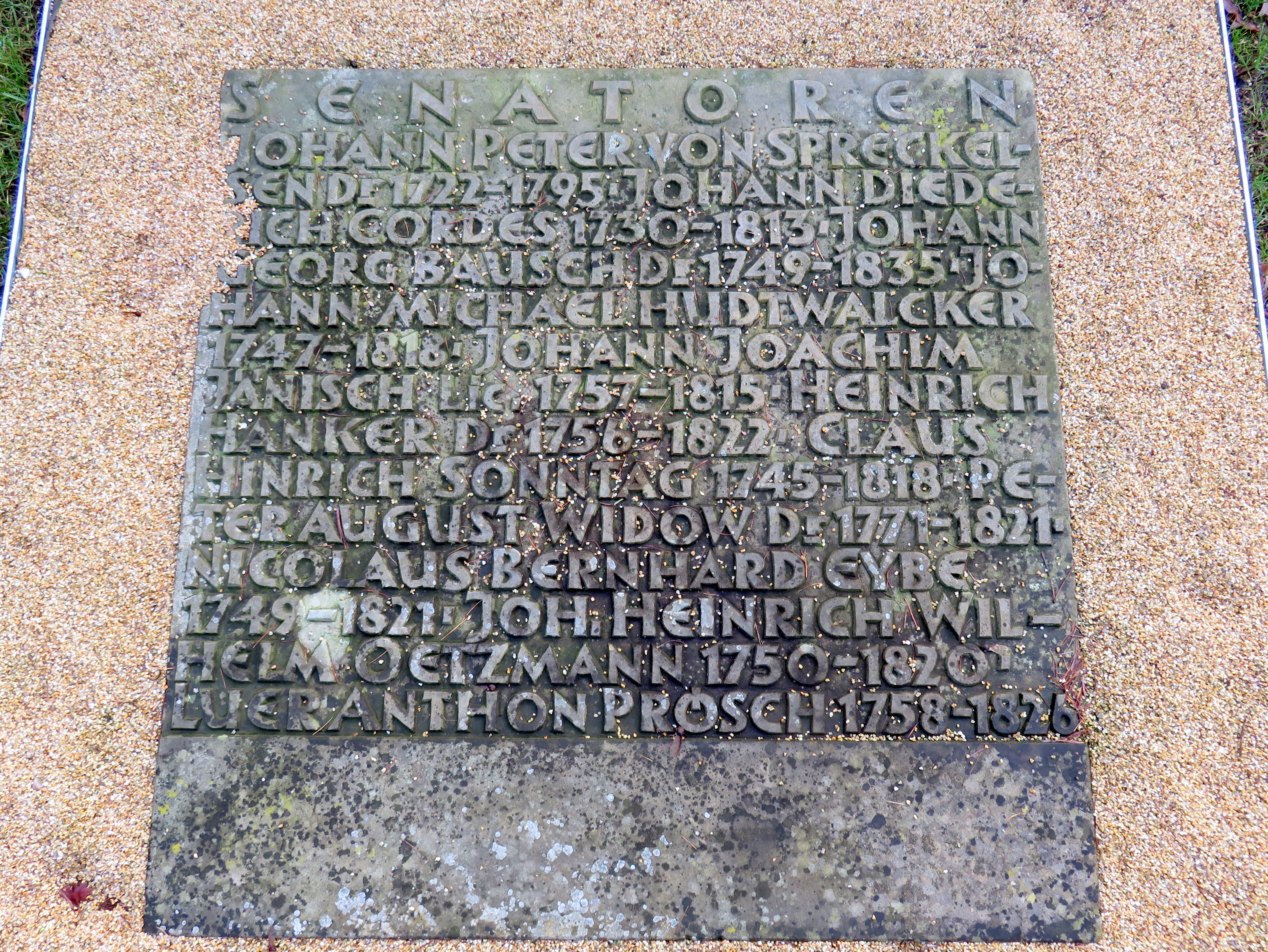
„Johann Diederich Cordes“, Sammelgrabmal Senatoren (I), Friedhof Ohlsdorf

In Hamburg geboren, wurde Cordes anfangs von Privatlehrern unterrichtet, besuchte dann die Gelehrtenschule des Johanneums und anschließend die Kirchenschule von Sankt Nikolai, damals als sogenannte Kaufmannsschule unter der Leitung von Jürgen Elert Kruse (1709–1775) bekannt. Nach seiner Schulbildung stieg er in das Unternehmen seines Vaters ein und übernahm die Leitung dieses Unternehmens nach dem Tod seines Vaters im Jahr 1757. Neben seiner Tätigkeit als Kaufmann versah Cordes einige öffentliche Ämter. Er war erst Adjunkt, dann Subdiakon an Sankt Nikolai, sowie Mitglied am Hamburger Niedergericht, der Baudeputation und des Kriegskommissariats. Am 26. März 1770 wurde Cordes zum Ratsherrn gewählt. Als Ratsherr war er auch Prätor, Landherr in Billwerder und Ochsenwerder, Zollherr, Schossherr, Kirchspielsherr, Waldherr, Zehntenherr, Landherr am Hamburger Berg, Weddeherr, Landherr in Hamm, Oberster Admiralitätsherr, Scholarch, und Protoscholarch. Während der Hamburger Franzosenzeit wurde der Hamburger Rat kurzfristig aufgelöst. Cordes wurde jedoch nach dem Abzug der Franzosen wieder Ratsherr, starb aber kurz darauf am 31. März 1813 im Alter von 82 Jahren und wurde am 6. April 1813 begraben.
Auf dem Ohlsdorfer Friedhof wird auf der Sammelgrabmalplatte Senatoren (I) des Althamburgischen Gedächtnisfriedhofs unter anderen an Johann Dieterich Cordes erinnert.

## Familie
Cordes war der Sohn des Hamburger Kaufmanns und Oberalten im Kirchspiel Sankt Nikolai Johann Dieterich Cordes (1677–1757) aus dessen dritter Ehe mit Christina Eustachia Köten († 1738), Tochter des Archidiakons an Sankt Michaelis Eustathius Köten (1655–1728). Am 26. April 1762 heiratete Cordes Anna Margaretha Tamm († 1791), Tochter des Kaufmanns und Ratsherrn Simon Tamm († 1761). Das Paar hatte acht Kinder. Die Tochter Johanna (1765–1803) heiratete den Kaufmann und Oberalten Walther Philipp Schlüter (1754–1823). Sein gleichnamiger Sohn Johann Diederich (* 1768) war Besitzer des Gutes Hohenstein. Die jüngste Tochter Amalie (1779–1851) heiratete den Advokaten Johann Ludwig Gries (1770–1826).